# Флорентин, Хосе
Хосе Игнасио Флорентин Бобадилья (исп. José Ignacio Florentín Bobadilla; род. 5 июля 1996, Хуан-Эмилио-О'Лири, Альто-Парана) — парагвайский футболист, полузащитник клуба «Велес Сарсфилд» и сборной Парагвая.

## Клубная карьера
Флорентин — воспитанник столичного клуба «Гуарани». 2 сентября 2019 года в матче против столичной «Хенераль Диас» он дебютировал в парагвайской Примере. 5 сентября 2020 года в поединке против «Спортиво Лукеньо» Хосе забил свой первый гол за «Гуарани». В том же году в матчах Кубка Либертадорес против «Тигре» и боливийского «Боливара». 25 февраля 2021 года в поединке Кубка Либертадорес против боливийского «Рояль Пари» Хосе забил гол. 
В начале 2022 года Флорентин перешёл в аргентинский «Велес Сарсфилд». Сумма трансфера составила 600 тыс. евро. 11 февраля в матче против «Альдосиви» он дебютировал в аргентинской Примере. 30 апреля в поединке против «Тигре» Хосе забил свой первый гол за «Велес Сарсфилд». 

## Международная карьера
2 сентября 2021 года в отборочном матче чемпионата мира 2022 против сборной Эквадора Флорентин дебютировал за сборную Парагвая.